# Narcissus serotinus
Narcissus serotinus es una especie de planta perenne perteneciente a  la familia de las Amarilidáceas. Es originaria de la región del Mediterráneo meridional.

## Descripción
Al principio del otoño podemos encontrar en flor este narciso en campos baldíos y matorrales, a menudo acompañando a otros geófitos que florecen en otoño (Merendera filifolia, Scilla automnalis). Forma flores con un suave aroma, que tienen tépalos blancos con una pequeña corona amarilla en el centro. Las hojas salen después de la floración, son de sección cilíndrica muy parecidas a los tallos. Narcissus elegans es un poco parecido, pero éste es más grande, tiene las hojas caulinares y se desarrollan en el mismo momento de la floración; además es muy raro en Mallorca.

## Taxonomía
Narcissus serotinus fue descrita por el científico, naturalista, botánico y zoólogo sueco, Carlos Linneo y publicado en Species Plantarum 290, en el año 1753.
Citología
Número de cromosomas de Narcissus serotinus (Fam. Amaryllidaceae) y táxones infraespecíficos: 2n=10, aunque se confunde con su híbrido poliploide, N. miniatus de 2n=30.
Etimología
Narcissus nombre genérico que hace referencia  del joven narcisista de la mitología griega Νάρκισσος (Narkissos) hijo del dios río Cephissus y de la ninfa Leiriope; que se distinguía por su belleza. 
El nombre deriva de la palabra griega: ναρκὰο, narkào (= narcótico) y se refiere al olor penetrante y embriagante de las flores de algunas especies (algunos sostienen que la palabra deriva de la palabra persa نرگس y que se pronuncia Nargis, que indica que esta planta es embriagadora). 
serotinus: epíteto latino que significa "tardío".
Sinonimia
- Argenope serotina (L.) Salisb.
- Calathinus serotinus (L.) Raf.
- Hermione serotina (L.) Haw.
- Queltia serotina (L.) Jord.[7]

## Nombre común
- Castellano: narciso de otoño, narciso otoñizo, narciso tardía, toñada.[8]